# Тасулас, Константинос
Константинос (Костас) Тасулас (греч. Κωνσταντίνος (Κώστας) Τασούλας; род. 17 июля 1959, Янина) — греческий юрист, политический и государственный деятель. Действующий президент Греции (с 2025). Член консервативной партии «Новая демократия». В прошлом — спикер (председатель) парламента Греции (2019—2025). Депутат парламента Греции (2000—2025). Министр культуры Греции (2014—2015).

## Биография
Родился 17 июля 1959 года в Янине.
Окончил юридический факультет Афинского университета.
В 1988—1989 годах работал в юридической фирме в Лондоне в качестве члена Британского совета.
Был специальным секретарём Эвангелоса Аверофа, почётного председателя «Новой демократии» (1981—1990) и специальным советником Министерства национальной экономики, Министерства торговли и Министерства сельского хозяйства в правительстве под руководством премьер-министра Ксенофона Золотаса (1989—1990).
С 1990 по 1993 год был президентом Греческой организации внешней торговли (Ελληνικός Οργανισμός Εξωτερικού Εμπορίου ΟΠΕ Α.Ε.) — государственного органа, содействующего экспорту и внешней торговле.
В 1990 году избран членом муниципального совета Кифисьи. В 1994 году избран мэром Кифисьи.
По результатам выборов 9 апреля 2000 года впервые избран депутатом парламента Греции от партии «Новая демократия» в округе Янина. Переизбирался на парламентских выборах 2004, 2007, 2009, 2012 (дважды), 2015 (дважды), 2019 и 2023 (дважды) годов.
В 2006 году назначен заместителем парламентского представителя «Новой демократии».
В 2007 году назначен заместителем министра национальной обороны Греции.
В феврале 2010 года избран генеральным секретарём парламентской фракции «Новая демократия».
В июне 2013 года назначен президентом Института демократии имени Константиноса Караманлиса.
10 июня 2014 года назначен министром культуры Греции в правительстве Антониса Самараса под руководством премьер-министра Антониса Самараса («Новая демократия»). Сменил Паноса Панайотопулоса. Правительство ушло в отставку в январе 2015 года.
В 2018 году назначен генеральным докладчиком «Новой демократии» по пересмотру Конституции.
18 июля 2019 года избран председателем парламента, сформированного по результатам досрочных выборов 7 июля. 29 мая 2023 года переизбран председателем парламента, сформированного по результатам досрочных выборов 21 мая. За него проголосовали 270 депутатов, 26 воздержались. В третий раз в июне переизбран председателем парламента, сформированного по результатам досрочных выборов 25 июня.

## Президент Греции
В январе 2025 года премьер-министр Кириакос Мицотакис представил парламенту на утверждение кандидатуру Тасуласа на пост президента Греции. Тасулас принял выдвижение своей кандидатуры, что вызвало критику со стороны оппозиции. 12 февраля 2025 года парламент Греции после четырёх туров голосования избрал Константиноса Тасуласа президентом страны, набрав 160 голосов из 300. Был приведён к присяге 13 марта.

## Личная жизнь
Женат, имеет двух детей.

## Награды
- Крест Признания 1 класса (27 июня 2024 года, Латвия)[12]